# Manuel Costa e Silva
Manuel Costa e Silva (Lisboa, 19 de març de 1938 – 26 de gener de 1999) és un director de fotografia cinematogràfic portuguès, encara que eventualment en va dirigir algun. És autor d'alguns llibres didàctics sobre cinema i d'iniciatives culturals per a la difusió d'obres cinematogràfiques.

## Biografia
Va completar l'educació secundària a Portugal i després va anar a Austràlia (1957) on va assistir a un curs d'enginyeria mecànica. Es va traslladar a París el 1959, matriculant-se com a estudiant a l'escola oficial de cinema, l'IDHEC. Va obtenir una beca de Fundo de Cinema –una organització creada per Estado Novo, destinada a finançar el cinema portuguès– que li va permetre continuar els seus estudis a França.
Va començar la seva activitat professional al cinema com a operador de càmera, fent diferents treballs de reporter. Continua la seva activitat professional com a ajudant d'imatge i posteriorment passa a ser director de fotografia. Comença com a operador de càmera, en el reportatge. Després treballa com a primer ajudant d'imatge i més tard com a director de fotografia. Entre 1963 i 1964 va ser assistent de direcció en tres pel·lícules fetes a Suècia. De tornada a Portugal, treballa a les empreses Tobis Portuguesa, Media Filmes, Unifilme i a la cooperativa Centro Português de Cinema, de la que en fou un dels seus fundadors. Escriu articles (1962-1965) per a revistes especialitzades com Filme, Celuloid, Plano i per a la revista sueca Chaplin. També desenvolupa la seva activitat professional com a ajudant de producció, ajudant de direcció, director de producció i productor executiu.
És becari de la Fundació Calouste Gulbenkian el 1967 per fer una visita d'estudi als EUA. per tal d'adquirir coneixements sobre tècniques de cinema i visitar estudis i laboratoris. Entre 1969 i 1974 va dirigir la Secció de Cinema i els Serveis de Producció de l'Institut de Tecnologia Educativa. Va formar part de la junta del Festival Internacional de Cinema de Tróia (1985-86) i va ser professor de fotografia al Conservatori Nacional (Escola Superior de Teatre i Cinema). Durant diversos anys és responsable de les Trobades Internacionals de Cinema Documental, al Centre Cultural de Malaposta.

## Filmografia

### Com a director de fotografia

#### Llargmetratges
- 1972 – Uma Abelha na Chuva de Fernando Lopes
- 1974 – Sofia e a Educação Sexual de Eduardo Geada
- 1974 – O Mal Amado de Fernando Matos Silva
- 1975 - As Armas e o Povo - col·lectiu
- 1978 – Nós por Cá Todos Bem de Fernando Lopes
- 1978 – Amor de Perdição de Manoel de Oliveira
- 1980 – A Santa Aliança de Eduardo Geada
- 1981 – O Banqueiro Anarquista de Eduardo Geada
- 1983 – Mãe Genoveva de Lauro António
- 1983 – Paisagem sem Barcos de Lauro António
- 1984 - Crónica dos Bons Malandros de Fernando Lopes
- 1984 – A Bela e a Rosa de Lauro António
- 1985 – A Moura Encantada de Manuel Costa e Silva
- 1985 – O Barão de Altamira de Artur Semedo
- 1986 – Repórter X de José Nascimento
- 1986 – Saudades para Dona Genciana de Eduardo Geada
- 1988 – Mensagem de Luís Vidal Lopes
- 1989 – Um Crime de Luxo de Artur Semedo
- 1989 – Relação Fiel e Verdadeira de Margarida Gil
- 1991 – Nuvem de Ana Luísa Guimarães
- 1992 – Retrato de Família de Luís Galvão Teles
- 1992 – Solo de Violino de Monique Rutler
- 1993 – Chá Forte com Limão de António de Macedo
- 1996 – Guilege, o Corredor da Morte de Manuel Tomás
- 1996 – Polícias (em série TV)
- 1998 – Gérard, Fotógrafo de Fernando Lopes

#### Curt i migmetratges
- 1965 – Catembe de Faria de Almeida
- 1966 – Se Deus Quiser de Fernando Lopes
- 1967 – Hoje, Estreia de Fernando Lopes
- 1968 – Por um Fio…  de Fernando Matos Silva
- 1969 – The Pearl of the Atlantic de José Fonseca e Costa
- 1972 – Era Uma Vez… de Fernando Lopes
- 1974 – O Direito à Cidade de Eduardo Geada
- 1975 – O Encoberto de Fernando Lopes
- 1976 – Hoje, Estreia de Fernando Lopes
- 1976 – Cantigamente Nº5 de José Ernesto de Sousa (a Cantigamente, sèrie TV)
- 1978 – Os Dois Soldados de João César Monteiro
- 1979 – O Rico e o Pobre de João César Monteiro
- 1979 – O Amor das Três Romãs de João César Monteiro
- 1980 – Mariana Alcoforado de Eduardo Geada
- 1983 – Pôr do Sol no Areeiro de Eduardo Geada
- 1983 – Impossível Evasão de Eduardo Geada
- 1983 – Casino Oceano de Lauro António
- 1983 – Guilege, o Corredor da Morte de Cristina Hauser
- 1983 – Junqueira de Cristina Hauser
- 1983 – O Homem Que Não Sabe Escrever de Eduardo Geada
- 1984 – Ritual dos Pequenos Vampiros de Eduardo Geada
- 1988 – Longe de Lauro António
- 1992 – Ladrão que rouba a anão tem cem anos de prisão de Jorge Paixão da Costa
- 1995 – Fernando Pessoa de Isabel Calpe
- 1996 – Guilege, o Corredor da Morte de Manuel Tomás
- 1996 – Polícias (3 episodis TV)
- 1998 – Conto de Natal de Lauro António
- 1998 – Lissabon Wuppertal Lisboa de Fernando Lopes

### Com a director
- 1970 – A Escola Técnica de Enfermeiras
- 1970 – Um Caso de Agricultura de Grupo
- 1970 – A Grande Roda
- 1971 – A Passagem
- 1973 – Festa, Trabalho e Pão em Grijó de Parada
- 1975 – Eleições 75
- 1978 – Junho no Alto Alentejo, ARCA filmes (llargmetratge)
- 1985 – Moura Encantada (llargmetratge)
- 1996 – O Regresso do Homem Que Não Gostava de Sair de Casa
- 1996 – Madina do Boé